# LeEco
LeEco (en chino simplificado, 乐 视 集团) es una corporación conglomerada multinacional china fundada por Jia Yueting, el fundador de Le.com (anteriormente LeTV). El grupo mantiene negocios en transmisión de video, servicios en la nube, desarrollo de software, electrónica de consumo, tales como teléfonos inteligentes, televisores inteligentes, VR, bicicletas eléctricas, autos eléctricos, producción y distribución de películas, bienes raíces, vino, comercio minorista, comercio electrónico y otros negocios. LeEco se ha expandido a países fuera de China, como los Estados Unidos, India, y Rusia.
Desde finales de 2016 en adelante, LeEco ha estado experimentando limitaciones financieras debido a la agresiva expansión estratégica y las dificultades con el hecho de que adquirieron como nueva propuesta una forma de implementación de la diversidad para adquirir nuevos fondos. A partir de septiembre de 2018, LeEco ha vendido a Sunac su propiedad restante de Leshi Zhixin Electronic Technology Co., Ltd. y Le Vision Pictures. En septiembre de 2018, Le.com anunció formalmente que no está a la venta y está explorando soluciones para resolver sus problemas financieros. Cerrando todas sus fábricas en 2018 por todo el mundo.